# Červenica pri Sabinove
Červenica pri Sabinove – wieś (obec) na Słowacji, w kraju preszowskim w powiecie Sabinov. Zwarta zabudowa miejscowości znajduje się na południowym podnóżu Gór Czerchowskich, u ujścia Hanigowskiego Potoku (Hanigovský potok) do Torysy i wzdłuż drogi krajowej nr 68.
Pierwsze wzmianki o miejscowości pochodzą z roku 1278.
Według danych z dnia 31 grudnia 2010 wieś zamieszkiwały 825 osoby, w tym 419 kobiet i 406 mężczyzn.
W 2001 roku względem narodowości i przynależności etnicznej 99,18% populacji stanowili Słowacy, a 0,82% Czesi. 93,14% spośród mieszkańców wyznawało rzymski katolicyzm, 5,90% grekokatolicyzm, a 0,82% nie wyznawało żadnej religii. We wsi znajdowało się 179 domostw. We wsi znajduje się czynny przystaanek kolejowy.

## Szlak turystyczny
Červenica pri Sabinove – Hanigovce – Za hradom – Ostrá – Ždiare